# Ulrich Mack (Fotograf)
Ulrich Mack (* 19. Juli 1934 in Glasehausen, Landkreis Heiligenstadt; † 1. April 2024 in Hamburg) war ein deutscher Fotograf.

## Leben und Werk
Ulrich Mack war sechstes von neun Kindern des Lehrers Ulrich Mack und dessen Ehefrau Gertrud im Eichsfeld in der preußischen Provinz Sachsen.
1945 flüchtete er aus Thorn in Westpreußen. Ab 1953 bis 1955 arbeitete er als Bergmann im Gedinge und besuchte die Oberschule. Zwischen 1956 und 1962 studierte er an der Hochschule für bildende Künste Hamburg bei Alfred Mahlau (Malerei) und Eberhard Troeger (Fotografie). Während der Semesterferien arbeitete er als Fischer in Spanien und Holzfäller in Schweden.
Im Jahr 1962 arbeitete er als freier Fotograf, wurde aber ein Jahr später 1963 bis 1967 Bildjournalist der Zeitschrift Quick in München und ebenso für twen, unter dem Art Director Willy Fleckhaus. Während der Zeit porträtierte Mack etliche namhafte Schriftsteller, Politiker, Künstler und Musiker. Sein internationaler Durchbruch kam 1964 mit einem Bild-Essay über Wildpferde in Kenia, erschienen in twen unter dem Titel Mondo Cavallo. Dafür erhielt er den Ersten Preis beim World Press Photo Award in der Kategorie Most Artistic Press Photo. 1967 erfolgte der Wechsel zum Stern nach Hamburg. Im Rahmen einer Stern-Reportage über „Dichter und ihr Paradies: Siegfried Lenz – Pellworm“ hielt Mack sich 1968 zum ersten Mal auf der Nordseeinsel Pellworm auf. Ab 1973 arbeitete er als freier Fotograf in Hamburg, produzierte Filme für den NDR und machte Werbeaufnahmen.
Er begann 1975 seine Lehrtätigkeit an der Fachhochschule Dortmund, die Professur erfolgte ein Jahr später. Bis 1999 war er Professor für Visuelle Kommunikation. 1977 gründete er die Sommerakademie in der Abbaye du Gard bei Amiens, Frankreich. Bis 2001 fanden dort jährlich Lehrgänge unter seiner Leitung statt, mit vielen Vertretern der damaligen Fotografie-Szene.
1978 begann er mit seiner Langzeit-Dokumentation über Pellworm, seine Landschaft und seine Menschen. Daraus resultierte u. a. der Werkzyklus „Stille Weite Ferne“, Landschaften im Dye-Transfer-Verfahren gedruckt. Es folgte 1984 ein künstlerisches Freisemester (Sabbatical), das Mack acht Monate lang auf Harkers Island, North Carolina verbrachte, mit dem Ziel, die auf Pellworm begonnene Studie durch ein Pendant in den USA zu ergänzen. Die daraus resultierende Vergleichsarbeit mündete in Wanderausstellungen in Deutschland und den USA. 1988 erhielt er eine Gastprofessur an der Boston University am College of Communication. 1993 erstellte er eine umfangreiche Dokumentation über den Holm, ein traditionsreiches Fischerviertel am Rande Schleswigs. 1995, 1997 und 1999 war er Artist in Residence an der Boston University.
Ulrich Mack lebte mit seiner Frau Katrin in Hamburg. Er starb am 1. April 2024 in Hamburg.

### Fotoarchiv in der Bayerischen Staatsbibliothek
Im Oktober 2022 erwarb die Bayerische Staatsbibliothek das gesamte fotografische Werk Macks. Es umfasst circa 115.000 Aufnahmen und besteht aus Schwarz-Weiß- und Farbnegativen, Dias und hochwertigen Fine Art Prints. Die Bilder sollen schrittweise digitalisiert werden, um sie für Wissenschaft, Kultur und Bildung zugänglich zu machen.
Klaus Ceynowa, Generaldirektor der Bayerischen Staatsbibliothek:
„Ulrich Mack war ein herausragender Fotograf. Mit seinem Gesamtwerk erhalten wir eine äußerst bedeutende Fotosammlung mit beeindruckenden zeitgeschichtlichen Aufnahmen, die unseren Bestand exzellent erweitert.“

## Auszeichnungen
- 1964: World Press Photo Award, 1st prize, Most Artistic Press Photo[4]
- 1973: Mehrere Goldmedaillen des Art Directors Club
- 1993: Prämierung der Stiftung Buchkunst für „Der Holm – ein Familienalbum“
- 1994: Bundesverdienstkreuz am Bande
- 2009: Deutscher Fotobuchpreis in Gold der Stiftung Buchkunst für die Publikation „Ruhrgebiet“
- 2010: Kunstpreis der Schleswig-Holsteinischen Wirtschaft

## Ausstellungen (Auswahl)
- „Pellworm“, Hamburg – B.A.T. Interversa Kunst-Foyer und „Pellworm“, München – Fotomuseum im Münchner Stadtmuseum, 1981
- „Inselmenschen“, Charleroi (Belgien) – Musée de la Photographie, 1989
- „Inselmenschen“, Pellworm Inselmuseum, 1991
- „Mack 60“, Hamburg – B.A.T. Interversa Kunst-Foyer, 1994
- „Mack. 60 Photographs“, Boston, MA (USA) – Boston University, George Sherman Union Art Gallery, 1995
- „Inselmenschen. Pellworm / Harkers Island“, Boston, MA (USA) – Boston University, 808 Gallery, Auftakt der Wanderausstellung durch mehrere US-Staaten, 2000
- „Inselmenschen. Pellworm / Harkers Island“, Cismar – Schleswig-Holsteinisches Landesmuseum Kloster Cismar, 2001
- „Inselmenschen. Pellworm / Harkers Island“, Cappenberg – Schloss Cappenberg und „Discoveries“, Waltham, MA (USA) – Panopticon Gallery, 2002
- „Ulrich Mack – Weite“, Husum – Schloss vor Husum, 2004
- „Hildegard Knef“, Berlin – Filmmuseum und „Industrielandschaften“, Münster – Kunstmuseum Pablo Picasso
- „Françoise Gilot“, Münster – Kunstmuseum Pablo Picasso / „Françoise Gilot“, Ludwigsburg – Kunstverein Ludwigsburg / „Françoise Gilot“, Chemnitz – Kunstsammlungen Chemnitz / „Hommage à Albert Renger-Patzsch“, Berlin – Galerie argus fotokunst, 2006
- „Inselmenschen. Pellworm / Harkers Island“, Leipzig – Grassi Museum für angewandte Kunst, 2007
- „Alexander Calder en Touraine“, Tours (Frankreich) – Château de Tours, 2008
- „Ruhrgebiet“, Berlin – Galerie argus fotokunst und „Aktion und Kontemplation – Fünf Jahrzehnte Fotografie“, Hamburg – Handelskammer, 2009
- „Ruhrgebiet“, Recklinghausen – Sparkasse Vest / „Ulrich Mack: Fotografie 1958 – 2001“, Schleswig – Schleswig-Holsteinisches Landesmuseum Schloss Gottorf, 2010
- „Kennedy in Berlin“, Berlin – Willy-Brandt-Haus / „Kennedy in Berlin“, München – Pressehaus Bayerstraße / „Kennedy, Ruhrgebiet, Landschaften“, Köln, in focus Galerie
- „Stille – Weite – Ferne – Nähe“, Eisenach – Thüringisches Landesmuseum / „Zen, Stille, Weite“, Heiligenstadt – Theodor-Storm-Museum / „Weite und Nähe“, Schleswig – Galerie der Klassischen Moderne, Stiftung Rolf Horn, Schloss Gottorf „Ferne“, Husum – Nissenhaus, 2014
- „Mack – die Retrospektive“, Frankfurt, Leica Gallery

## Publikationen
- Mack. Pferde Text von Dieter Sutermeister. Hallwag Verlag, Bern / Stuttgart 1966
- Köln / Cologne. Merian von Ulrich Mack. Hoffmann und Campe, Hamburg 1990. ISBN 3-455-08348-X.
- Der Holm – ein Familienalbum Hrsg. Holger Rüdel. Nieswand Verlag, Kiel 1993, ISBN 3-926048-72-7. (Kurzbeschreibung)
- Mack 60, Photographien Katalog begleitet die Wanderausstellung des Museums Langes Tannen Mack 60, Photographien, 1994–96. Hrsg. Désirée Gudmundsson. 1994, ISBN 3-926048-68-9.
- Inselmenschen – Pellworm – Harkers Island – Ein Vergleich, Texte von Rüdiger Joppien u. a. Nieswand Verlag, Kiel 1997, ISBN 1-881450-15-5.
- Ellrichshausen. 100 Jahre in Bildern. 1999, ISBN 3-89089-056-3.
- Hildegard Knef – Eine Künstlerin aus Deutschland. Filmmuseum Berlin, Berlin 2005
- Françoise Gilot – ein photographisches Portrait. Benteli Verlag, Bern 2006, ISBN 3-7165-1439-X.
- Ruhrgebiet, von Ulrich Mack, Hrsg. Hans-Michael Koetzle. Moser Verlag, München 2009, ISBN 978-3-9812344-2-8
- Kennedy in Berlin, von Ulrich Mack, Hrsg. Hans-Michael Koetzle. München 2013, ISBN 978-3-7774-2030-1. (Kurzbeschreibung)
- Stille – Weite – Ferne – Nähe Mit Texten von Erika Billeter und Hans-Michael Koetzle. Hirmer Verlag, München 2014, ISBN 978-3-7774-2270-1. (Kurzbeschreibung)
- Mack.Reporter, Hrsg. Hans-Michael Koetzle. Hirmer Verlag, München 2015, ISBN 978-3-7774-2424-8.